# Øivind Lunde
Øivind Lunde, född 21 augusti 1943 i Oslo, är en norsk arkeolog.
Lunde utnämndes till professor i medeltidsarkeologi 1986 och var Norges riksantikvarie från 1991 till 1996. Han har organiserat utgrävningar i flera norska städer och blev direktör för restaureringsarbetet av Nidarosdomen 1996. Han har bland annat publicerat doktorsavhandlingen Trondheims fortid i bygrunnen (1977).